# Marie-Laurence Sranon Sossou
Marie-Laurence Sranon Sossou est une ministre et personnalité politique du Bénin.

## Biographie
Après avoir mis fin brutalement aux fonctions de l’ensemble de la première équipe de son second mandat le 8 août 2013, Boni Yayi forme un nouveau gouvernement le 11 août 2013 dans lequel Marie-Laurence Sranon Sossou occupe le poste de Ministre de la famille, des affaires sociales, de la solidarité nationale, des handicapés et des personnes de troisième âge,,.
Elle remplace à ce poste Fatouma Amadou Djibril. Une année plus tard, elle change de portefeuille et prend celui du ministère de la microfinance, de l’emploi et de l’entreprenariat des jeunes et des femmes,,,.